# Goddess (album)
Goddess è il primo album in studio della cantante statunitense Banks, pubblicato nel settembre 2014 dalla Harvest Records.

## Tracce
1. Alibi – 3:48
2. Goddess – 4:02
3. Waiting Game – 3:27
4. Brain – 4:42
5. This Is What It Feels Like – 5:02
6. You Should Know Where I'm Coming From – 3:55
7. Stick – 5:13
8. Fuck Em Only We Know – 4:36
9. Drowning – 4:09
10. Beggin for Thread – 4:09
11. Change – 4:16
12. Someone New – 4:41
13. Warm Water – 3:28
14. Under the Table – 4:09

## Classifiche
| Classifica (2014) | Posizione raggiunta |
| ----------------- | ------------------- |
| Australia         | 17                  |
| Canada            | 8                   |
| Regno Unito       | 20                  |
| Stati Uniti       | 12                  |